# Kansai
Kansai-regionen (関西地方 Kansai-chihō) er en region i Japan. Regionen omfatter den sydlige del af den centrale del af øen Honshū, Japans største ø. Området er også kendt som Kinki (近畿地方 Kinki-chihō). I regionen ligger megabyen Osaka.
Området består af seks præfekturer:
- Mie
- Shiga
- Kyoto
- Osaka
- Hyougo
- Nara
- Wakayama

## Eksterne links
- Wikimedia Commons har flere filer relateret til Kansai

35°N 135°Ø / 35°N 135°Ø